# Faden
Ein Faden ist ein aus Fasern zusammengesetztes, biegeschlaffes Gebilde, das eine dominierende eindimensionale Erstreckung und eine Gleichmäßigkeit in der Längsrichtung aufweist. Der Faden kann (theoretisch) endlos (z. B. Faden auf einer Spule) oder längenbegrenzt (z. B. Faden in der Nähnadel) sein. Er ist ein älterer Überbegriff für Garne und Zwirne, der in vielen Bezeichnungen aber nach wie vor sowohl im allgemeinen als auch textilen Sprachgebrauch üblich und auch normgerecht ist. So dürfen einzelne Garnabschnitte als Faden bezeichnet werden, aber auch Garne, wenn sie in Hinblick auf ihre Verwendung und in Verbindung mit der Bezeichnung des Verwendungszwecks betrachtet werden., so beispielsweise Schussfaden, Kettfaden, Fadenbruch, Fadenschar, Fadenbremse. Ein Faden kann durch Weben, Stricken, Wirken, Tuften oder anders weiterverarbeitet werden, um daraus ein textiles Flächengebilde herzustellen.

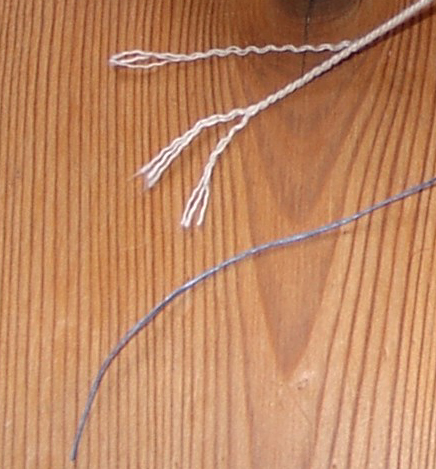
Detailaufnahme zweier Fadenstücke, oben als Zwirn, unten Einfachgarn

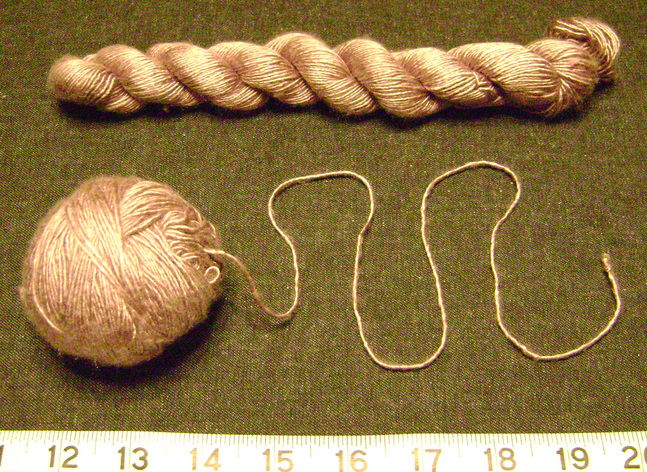
Fäden im Knäuel und Strang

## Abgrenzung
Bis in die 1960er Jahre wurde der bei der Chemiefaserherstellung vom einzelnen Düsenloch gebildete Faden als Elementarfaden oder Einzelfaden (aber auch schon als Endlosfaser) bezeichnet.
Der Begriff Elementarfaden wurde 1969 in die Norm DIN 60 000 Textilien – Grundbegriffe nicht aufgenommen, sondern die elementaren linienförmigen Gebilde als Endlosfasern (Filamente), d. h. Fasern praktisch unbegrenzter Länge, bezeichnet. Ein Faden konnte aus dieser Sicht nur ein zusammengesetztes Gebilde sein. In der DDR wurde der Begriff Elementarfaden für das einzelne, linienförmige, in seiner Länge nicht begrenzte Gebilde des textilen Faserstoffes allerdings beibehalten.
Ein stärkerer und meist gröberer Faden (Mehrfachgarn), der zu Zier- oder zur Befestigungszwecken eingesetzt wird, wird auch als Kordel bezeichnet.

## Symbolik

### Kulturgeschichte
In vorchristlichen und vorislamischen Religionssystemen stand der Faden kulturübergreifend für das Schicksal. Die griechischen Moiren und die norwegischen Nornen spannen das Schicksal, indem sie den Faden für jedes Leben spannen, ausmaßen und bei der vorherbestimmten Länge abschnitten. Aus diesem Schicksalsfaden wurde dann das Leben der Menschen gewebt. Noch heute gibt es die Redewendung: „sein Lebensfaden wurde durchgeschnitten“.
In der griechischen Mythologie wird der Ariadnefaden erwähnt, ein Geschenk der Prinzessin Ariadne an Theseus, mit dessen Hilfe er seinen Weg aus einem weitläufigen Labyrinth – er hatte das Fadenknäuel beim Betreten abgerollt – wieder herausfand, in dem sich der Minotaurus befand, den er erschlug.
Die schicksalshafte Bedeutung des Fadens führte auch zu mannigfaltigem Aberglauben. So war es an den Gedenktagen bestimmter Heiliger verboten, zu nähen. In einigen mitteleuropäischen Regionen durfte kein Kleidungsstück ausgebessert werden, das eine Person noch am Körper trug, um nicht mit dem Abschneiden des Fadens ein Unglück über sie zu bringen.

### „Den Faden verlieren“
Im übertragenen Sinne bedeutet die Redewendung „den Faden verlieren“, dass man eine Argumentationskette nicht zu Ende führen kann oder sich nicht mehr erinnert, was zuletzt gesagt wurde. Der Ursprung der Redewendung ist unklar: Sie könnte sich auf den Ariadnefaden beziehen, der Theseus den Weg durch das Labyrinth des Minotauros wies. Wahrscheinlicher ist jedoch die Herkunft aus der Webersprache, wo ein verlorener Faden u. a. Zeitverlust bedeutete, bis der Faden wieder aufgenommen werden konnte.

### „Roter Faden“

#### Europa
Unter einem roten Faden versteht man ein Grundmotiv, einen leitenden Gedanken, einen Weg oder auch eine Richtlinie. „Etwas zieht sich wie ein roter Faden durch etwas“ bedeutet beispielsweise, dass man darin eine durchgehende Struktur oder ein Ziel erkennen kann. Der Begriff wird seit Goethes Wahlverwandtschaften im übertragenen Sinne verwendet. In den einleitenden Bemerkungen zu einem ersten Auszug aus Ottiliens Tagebuch beschreibt er den Kennfaden der britischen Marine: „Sämtliche Tauwerke der königlichen Flotte sind dergestalt gesponnen, dass ein roter Faden durch das Ganze durchgeht, den man nicht herauswinden kann, ohne alles aufzulösen, und woran auch die kleinsten Stücke kenntlich sind, dass sie der Krone gehören. Ebenso zieht sich durch Ottiliens Tagebuch ein Faden …“.
Schon im ersten Buch der Bibel begegnet allerdings der „rote Faden“ als Unterscheidungsmerkmal zwischen Zwillingsbrüdern: „Bei der Geburt streckte einer die Hand heraus. Die Hebamme griff zu, band einen roten Faden um die Hand und sagte: Er ist zuerst herausgekommen.“ (Gen 38,28 )
In Hannover zieht sich ein auf den Gehsteig gemalter Roter Faden von einer Sehenswürdigkeit zur nächsten.

#### Ostasien
In China und davon ausgehend in Ostasien steht der rote Faden (chinesisch 紅線 / 红线, Pinyin hóng xiàn, jap. (運命の)赤い糸, (unmei no) akai ito, „der rote Faden (des Schicksals)“) für eine schicksalshafte Verbindung zwischen zwei Menschen bzw. den Glauben, dass zwei Menschen, die füreinander bestimmt sind, an ihren Knöcheln (in Japan auch stattdessen an ihren kleinen Fingern) mit einem unsichtbaren roten Faden verbunden sind. Es entspricht damit teilweise dem westlichen Konzept der Seelenverwandtschaft.
Es ist ein beliebtes Motiv in Shōjo-Manga, aber auch in Fernsehserien und Filmen wie Takeshi Kitanos Dolls.

## Geschichte
Im Abri du Maras (mittleres Rhone-Tal, Département Ardèche, Frankreich) wurden in unmittelbarer Nähe von Steingeräten zu Fäden verdrillte Pflanzenfasern entdeckt, die in solchem Zustand in der Natur nicht vorkommen, 90.000 Jahre alt sind und aufgrund dieser Datierung dem Neandertaler zugeschrieben wurden. Sie gelten als die ältesten Belege für die Herstellung eines Fadens.